# Associazione Calcio ChievoVerona 2010-2011
Questa voce raccoglie le informazioni riguardanti l'Associazione Calcio ChievoVerona nelle competizioni ufficiali della stagione 2010-2011.

## Stagione
Nella stagione 2010-2011 il tecnico Stefano Pioli sostituisce Mimmo Di Carlo sulla panchina dei gialloblu. La stagione inizia benissimo con 3 vittorie nelle prime 4 giornate (tra cui uno splendido successo al San Paolo di Napoli (3-1), prima vittoria in assoluto a Napoli per i clivensi) e conquista la vetta solitaria alla seconda giornata. Alla 8ª giornata, il Chievo è in piena zona Champions. Alla 13ª giornata, i clivensi battono l'Inter campioni d'Europa (2-1) ma dopo questo successo, non vincono più fino alla fine del girone d'andata, raccogliendo solo 3 punti e scendendo al 14º posto. 
Nel girone di ritorno, il Chievo cala ancora, ottiene due vittorie in 10 partite (battendo ancora i napoletani) e si ritrova a soli 4 punti sopra la zona retrocessione. 
Dopo la vittoria contro il Bari, i veronesi fanno ancora 11 punti e chiudono a quota 46 punti totali in classifica, in undicesima posizione. Nella Coppa Italia i veronesi entrano in scena nel terzo turno, superando (2-0) il Sassuolo, nel quarto turno superano l'ostacolo Novara (3-0). Poi negli ottavi di finale sono stati eliminati (1-0) dal Palermo. Stefano Pioli, per la sua prima esperienza completa in Serie A, disputa un buon campionato e saluta a fine anno, firmando per il Palermo di Zamparini.

## Divise e sponsor
La prima maglia è gialla con maniche blu, La seconda maglia è avorio. La terza maglia è blu con maniche gialle, e calzoncini neri.
| Casa | Trasferta | Terza divisa |

## Organigramma societario
Area direttiva
- Presidente: Luca Campedelli
- Vice Presidente: Fabio Ottolini
- Direttore Sportivo: Giovanni Sartori
- Team Manager: Marco Pacione

Area organizzativa
- Segretario Generale: Michele Sebastiani
- Responsabile Osservatori: Fausto Vinti
- Coordinatore Area Tecnica: Lorenzo Balestro
- Addetti Stampa: Tomelleri, Menegazzi

Area marketing
- Marketing: Enzo Zanin

Area tecnica
- Allenatore: Stefano Pioli
- Vice Allenatore: Giacomo Murelli
- Preparatori Atletici: Luigi Posenato
- Preparatori Atletici: Matteo Osti, Ugo Maranza
- Collaboratore Tecnico: Stefano Grani
- Responsabile Giovanili: Maurizio Costanzi
- Allenatori Primavera: Paolo Nicolato, Adami

Area sanitaria
- Medici Sociali: Francesco De Vita, Giuliano Corradini
- Fisioterapista: Antonio Agostini
- Massaggiatore: Alfonso Casano

## Rosa
In corsivo i calciatori non facenti più parte della rosa, ma iscritti a referto durante la stagione.
| N. |                      | Ruolo | Calciatore                 |
| -- | -------------------- | ----- | -------------------------- |
| 1  | Italia (bandiera)    | P     | Marco Silvestri            |
| 2  | Argentina (bandiera) | D     | Santiago Morero            |
| 3  | Italia (bandiera)    | D     | Marco Andreolli            |
| 4  | Italia (bandiera)    | D     | Andrea Mantovani           |
| 5  | Italia (bandiera)    | D     | Davide Mandelli (capitano) |
| 6  | Svizzera (bandiera)  | C     | Gelson Fernandes           |
| 7  | Italia (bandiera)    | C     | Michele Marcolini          |
| 8  | Serbia (bandiera)    | C     | Miloš Dimitrijević         |
| 8  | Italia (bandiera)    | A     | Mirco Gasparetto           |
| 9  | Senegal (bandiera)   | A     | Amadou Samb                |
| 9  | Italia (bandiera)    | C     | Simone Bentivoglio         |
| 10 | Brasile (bandiera)   | C     | Luciano                    |
| 11 | Uruguay (bandiera)   | A     | Pablo Granoche             |
| 12 | Slovenia (bandiera)  | D     | Boštjan Cesar              |
| 13 | Slovenia (bandiera)  | D     | Bojan Jokić                |
| 14 | Italia (bandiera)    | C     | Roberto Guana              |
| 16 | Italia (bandiera)    | C     | Luca Rigoni                |
| 18 | Italia (bandiera)    | P     | Lorenzo Squizzi            |
| 19 | Italia (bandiera)    | C     | Francesco Dettori          |

| N. |                           | Ruolo | Calciatore                   |
| -- | ------------------------- | ----- | ---------------------------- |
| 20 | Italia (bandiera)         | D     | Gennaro Sardo                |
| 21 | Francia (bandiera)        | D     | Nicolas Frey                 |
| 23 | Guinea (bandiera)         | C     | Kévin Constant               |
| 26 | Uruguay (bandiera)        | C     | Mariano Bogliacino           |
| 28 | Italia (bandiera)         | P     | Stefano Sorrentino           |
| 31 | Italia (bandiera)         | A     | Sergio Pellissier (capitano) |
| 39 | Italia (bandiera)         | A     | Domenico Girardi             |
| 40 | Cile (bandiera)           | C     | César Pinares                |
| 49 | Costa d'Avorio (bandiera) | A     | Gadji Tallo                  |
| 77 | Francia (bandiera)        | A     | Cyril Théréau                |
| 80 | Italia (bandiera)         | A     | Davide Moscardelli           |
| 83 | Brasile (bandiera)        | A     | Marcos Ariel De Paula        |
| 84 | Italia (bandiera)         | C     | Nico Pulzetti                |
| 86 | Albania (bandiera)        | C     | Ledian Memushaj              |
| 89 | Brasile (bandiera)        | D     | Rincón                       |
| 90 | Brasile (bandiera)        | A     | Diego Farias                 |
| 90 | Colombia (bandiera)       | A     | Fernando Uribe               |
| 91 | Camerun (bandiera)        | D     | Nestor Djengoue              |
| 99 | Bulgaria (bandiera)       | A     | Radoslav Kirilov             |

## Calciomercato

### Sessione estiva(dall'1/7 all'1/9)
| Acquisti | Acquisti           | Acquisti      | Acquisti                         |
| R.       | Nome               | da            | Modalità                         |
| -------- | ------------------ | ------------- | -------------------------------- |
| P        | Jefferson Trazzi   | Lecce         | svincolato                       |
| D        | Angelo Antonazzo   | Empoli        | fine prestito                    |
| D        | Tommaso Chiecchi   | Pro Patria    | fine prestito                    |
| D        | Boštjan Cesar      | Grenoble      | definitivo                       |
| D        | Marco Malagò       | Siena         | fine prestito                    |
| D        | Cesare Rickler     | Modena        | fine prestito                    |
| D        | Gennaro Sardo      | Catania       | definitivo                       |
| C        | Francesco Dettori  | Pescara       | definitivo                       |
| C        | Mariano Bogliacino | Napoli        | prestito con diritto di riscatto |
| C        | Roberto Guana      | Palermo       | prestito con diritto di riscatto |
| C        | Gelson Fernandes   | Saint-Étienne | prestito                         |
| C        | Andrea De Falco    | Ancona        | fine prestito                    |
| C        | Simone Grippo      | Lumezzane     | fine prestito                    |
| C        | Ledian Memushaj    | Paganese      | svincolato                       |
| C        | Andrea Burato      | Verona        | fine prestito                    |
| A        | Diego Farias       | Verona        | fine prestito                    |
| A        | Mirco Gasparetto   | Padova        | fine prestito                    |
| A        | Domenico Girardi   | Modena        | fine prestito                    |
| A        | Roberto Cortese    | Taranto       | fine prestito                    |
| A        | Davide Moscardelli | Piacenza      | definitivo                       |
| A        | Cyril Théréau      | Charleroi     | definitivo                       |

| Cessioni | Cessioni           | Cessioni   | Cessioni                                                                    |
| R.       | Nome               | a          | Modalità                                                                    |
| -------- | ------------------ | ---------- | --------------------------------------------------------------------------- |
| P        | Michał Miskiewicz  | Milan      | fine prestito                                                               |
| P        | Jefferson Trazzi   | Triestina  | prestito                                                                    |
| D        | Tommaso Chiecchi   | Lecco      | definitivo                                                                  |
| D        | Giovanni Marchese  | Catania    | definitivo                                                                  |
| D        | Andrea Mengoni     | Pescara    | comproprietà (0,15 milioni €)                                               |
| D        | Fabio Moro         |            | fine carriera                                                               |
| D        | Francesco Scardina | Cittadella | definitivo                                                                  |
| D        | Mario Yepes        | Milan      | svincolato                                                                  |
| D        | Cesare Rickler     | Piacenza   | prestito                                                                    |
| D        | Angelo Antonazzo   | Taranto    | definitivo                                                                  |
| D        | Marco Malagò       | Triestina  | prestito                                                                    |
| C        | Luca Ariatti       | Pescara    | definitivo                                                                  |
| C        | Tommaso Bianchi    | Piacenza   | fine prestito                                                               |
| C        | Andrea De Falco    | Sassuolo   | prestito con diritto di riscatto del cartellino e controriscatto della metà |
| C        | Simone Grippo      | Frosinone  | prestito diritto di riscatto metà                                           |
| C        | Yonese Hanine      | Crotone    | prestito diritto di riscatto metà                                           |
| C        | Giampiero Pinzi    | Udinese    | fine prestito                                                               |
| C        | Alessandro Sbaffo  | Piacenza   | prestito con diritto di riscatto                                            |
| C        | Lucas Finazzi      | Lumezzane  | prestito con diritto di riscatto                                            |
| C        | Manuel Iori        | Livorno    | prestito con diritto di riscatto                                            |
| C        | Andrea Burato      | Südtirol   | prestito                                                                    |
| A        | Elvis Abbruscato   | Torino     | fine prestito                                                               |
| A        | Erjon Bogdani      | Cesena     | svincolato                                                                  |
| A        | Roberto Cortese    | Foggia     | prestito                                                                    |
| A        | Valerio Anastasi   | Lecco      | prestito                                                                    |

### Sessione invernale(dal 3/1 al 31/1)
| Acquisti | Acquisti           | Acquisti      | Acquisti      |
| R.       | Nome               | da            | Modalità      |
| -------- | ------------------ | ------------- | ------------- |
| D        | Rinaldo Lispi      | Brindisi      | fine prestito |
| D        | Ranalt Shehu       | Modena        | definitivo    |
| C        | Nico Pulzetti      | Bari          | scambio       |
| C        | Miloš Dimitrijević | Rad Belgrado  | definitivo    |
| A        | Roberto Cortese    | Foggia        | fine prestito |
| A        | Mattia Minesso     | Vicenza       | fine prestito |
| A        | Jakub Vojtus       | Inter         |               |
| A        | Matteo Merini      | Sangiovannese | fine prestito |
| A        | Fernando Uribe     | Once Caldas   | definitivo    |
| A        | Amadou Samb        | Monza         | definitivo    |
| A        | Valerio Anastasi   | Lecco         | fine prestito |

| Cessioni | Cessioni              | Cessioni            | Cessioni                         |
| R.       | Nome                  | a                   | Modalità                         |
| -------- | --------------------- | ------------------- | -------------------------------- |
| D        | Rincón                | Grosseto            | prestito con diritto di riscatto |
| C        | Francesco Dettori     | Triestina           | prestito                         |
| C        | Simone Bentivoglio    | Bari                | scambio                          |
| C        | Matteo Corradini      | Mantova             | definitivo                       |
| C        | Ledian Memushaj       | Portogruaro-Summaga |                                  |
| A        | Roberto Cortese       | Paganese            | prestito                         |
| A        | Diego Farias          | Foggia              | prestito                         |
| A        | Mattia Minesso        | Fidelis Andria      | prestito                         |
| A        | Mirco Gasparetto      | Cremonese           | prestito                         |
| A        | Marcos Ariel de Paula | Padova              | prestito con diritto di riscatto |
| A        | Gadji Tallo           | Inter               |                                  |
| A        | Matteo Merini         | Carrarese           | comproprietà                     |
| A        | Domenico Girardi      | Taranto             | prestito con diritto di riscatto |
| A        | Valerio Anastasi      | Südtirol            | prestito                         |

## Risultati

### Serie A

#### Girone di andata
| Arbitro: | Bergonzi (Genova) |

|                                       |           |               |
| Moscardelli 14’ Pellissier 83’ (rig.) | Marcatori | 22’ Ricchiuti |

| Arbitro: | Pierpaoli (Firenze) |

|           |           |                                              |
| Destro 6’ | Marcatori | 45’ Moscardelli 56’ Marcolini 74’ Pellissier |

| Arbitro: | Gava (Conegliano) |

|  |           |              |
|  | Marcatori | 30’ Diamanti |

| Arbitro: | Giannoccaro (Lecce) |

|              |           |                                   |
| Cannavaro 9’ | Marcatori | 22’, 74’ Pellissier 58’ Fernandes |

| Arbitro: | Peruzzo (Schio) |

|  |           |            |
|  | Marcatori | 69’ Zárate |

| Verona 3 ottobre 2010, ore 15:00 CEST 6ª giornata | Chievo              | 0 – 0 referto | Cagliari | Stadio Marcantonio Bentegodi (7.800 spett.)\| Arbitro: \| De Marco (Chiavari) \| |
| Arbitro:                                          | De Marco (Chiavari) |               |          |                                                                                  |

| Arbitro: | Gervasoni (Mantova) |

|                             |           |                        |
| Pato 18’, 30’ Robinho 90+3’ | Marcatori | 70’ (aut.) Ibrahimović |

| Arbitro: | Doveri (Roma) |

|                         |           |                    |
| Cesar 31’ Théréau 90+1’ | Marcatori | 45+1’ (aut.) Guana |

| Parma 31 ottobre 2010, ore 15:00 CET 9ª giornata | Parma               | 0 – 0 referto | Chievo | Stadio Ennio Tardini (13.562 spett.)\| Arbitro: \| Tagliavento (Terni) \| |
| Arbitro:                                         | Tagliavento (Terni) |               |        |                                                                           |

| Arbitro: | C. Russo (Nola) |

|           |           |  |
| Cerci 80’ | Marcatori |  |

| Verona 10 novembre 2010, ore 20:45 CET 11ª giornata | Chievo              | 0 – 0 referto | Bari | Stadio Marcantonio Bentegodi (8.822 spett.)\| Arbitro: \| Gervasoni (Mantova) \| |
| Arbitro:                                            | Gervasoni (Mantova) |               |      |                                                                                  |

| Genova 14 novembre 2010, ore 15:00 CET 12ª giornata | Sampdoria        | 0 – 0 referto | Chievo | Stadio Luigi Ferraris (20.526 spett.)\| Arbitro: \| Pinzani (Empoli) \| |
| Arbitro:                                            | Pinzani (Empoli) |               |        |                                                                         |

| Arbitro: | Rocchi (Firenze) |

|                                |           |             |
| Pellissier 29’ Moscardelli 82’ | Marcatori | 90+2’ Eto'o |

| Arbitro: | Guida (Torre Annunziata) |

|                          |           |           |
| Britos 39’ Di Vaio 90+3’ | Marcatori | 49’ Cesar |

| Arbitro: | Rizzoli (Bologna) |

|                              |           |                    |
| Moscardelli 61’ Granoche 83’ | Marcatori | 26’, 44’ Simplício |

| Arbitro: | Banti (Livorno) |

|                             |           |                               |
| Ofere 16’ Piatti 45+1’, 69’ | Marcatori | 55’ Bogliacino 90+4’ Mandelli |

| Arbitro: | Bergonzi (Genova) |

|                  |           |                  |
| Pellissier 90+3’ | Marcatori | 31’ Quagliarella |

| Arbitro: | Gava (Conegliano) |

|                           |           |  |
| Sánchez 14’ Di Natale 25’ | Marcatori |  |

| Verona 9 gennaio 2011, ore 15:00 CET 19ª giornata | Chievo          | 0 – 0 referto | Palermo | Stadio Marcantonio Bentegodi (9.011 spett.)\| Arbitro: \| Peruzzo (Schio) \| |
| Arbitro:                                          | Peruzzo (Schio) |               |         |                                                                              |

#### Girone di ritorno
| Arbitro: | Celi (Campobasso) |

|                       |           |                |
| Maxi López 29’ (rig.) | Marcatori | 65’ Pellissier |

| Verona 23 gennaio 2011, ore 15:00 CET 21ª giornata | Chievo            | 0 – 0 referto | Genoa | Stadio Marcantonio Bentegodi (9.484 spett.)\| Arbitro: \| Damato (Barletta) \| |
| Arbitro:                                           | Damato (Barletta) |               |       |                                                                                |

| Arbitro: | Brighi (Cesena) |

|  |           |                                      |
|  | Marcatori | 45+1’, 90+3’ Pellissier 47’ Mandelli |

| Arbitro: | Orsato (Schio) |

|                           |           |  |
| Moscardelli 20’ Sardo 50’ | Marcatori |  |

| Arbitro: | Baracani (Firenze) |

|                |           |           |
| Hernanes 45+3’ | Marcatori | 64’ Cesar |

| Arbitro: | Tozzi (Ostia Lido) |

|                                    |           |             |
| Conti 19’ Canini 29’ Nenê 43’, 71’ | Marcatori | 84’ Théréau |

| Arbitro: | Banti (Livorno) |

|               |           |                      |
| Fernandes 61’ | Marcatori | 25’ Robinho 82’ Pato |

| Arbitro: | Valeri (Roma) |

|                    |           |  |
| Jiménez 90’ (rig.) | Marcatori |  |

| Verona 6 marzo 2011, ore 15:00 CET 28ª giornata | Chievo         | 0 – 0 referto | Parma | Stadio Marcantonio Bentegodi (10.536 spett.)\| Arbitro: \| Orsato (Schio) \| |
| Arbitro:                                        | Orsato (Schio) |               |       |                                                                              |

| Arbitro: | De Marco (Chiavari) |

|  |           |            |
|  | Marcatori | 48’ Vargas |

| Arbitro: | Gervasoni (Mantova) |

|                    |           |                                |
| Ghezzal 41’ (rig.) | Marcatori | 38’ Pellissier 49’ Moscardelli |

| Verona 3 aprile 2011, ore 15:00 CEST 31ª giornata | Chievo          | 0 – 0 referto | Sampdoria | Stadio Marcantonio Bentegodi (14.456 spett.)\| Arbitro: \| Brighi (Cesena) \| |
| Arbitro:                                          | Brighi (Cesena) |               |           |                                                                               |

| Arbitro: | Giannoccaro (Lecce) |

|                          |           |  |
| Cambiasso 65’ Maicon 84’ | Marcatori |  |

| Arbitro: | Gava (Conegliano) |

|                            |           |  |
| Constant 15’ Marcolini 83’ | Marcatori |  |

| Arbitro: | Pierpaoli (Firenze) |

|             |           |  |
| Perrotta 4’ | Marcatori |  |

| Arbitro: | Rizzoli (Bologna) |

|               |           |  |
| L. Rigoni 58’ | Marcatori |  |

| Arbitro: | Gervasoni (Mantova) |

|                                |           |                     |
| Del Piero 13’ (rig.) Matri 55’ | Marcatori | 68’ Uribe 69’ Sardo |

| Arbitro: | Rocchi (Firenze) |

|  |           |                      |
|  | Marcatori | 28’ Isla 76’ Asamoah |

| Arbitro: | Gallione (Alessandria) |

|              |           |                                          |
| Nocerino 14’ | Marcatori | 41’ Pellissier 67’ Constant 80’ Pulzetti |

### Coppa Italia

#### Turni preliminari
| Arbitro: | Peruzzo (Schio) |

|                              |           |  |
| Mandelli 43’ Moscardelli 80’ | Marcatori |  |

| Arbitro: | Pierpaoli (Firenze) |

|                                |           |  |
| Granoche 24’, 35’ de Paula 82’ | Marcatori |  |

#### Fase finale
| Arbitro: | De Marco (Chiavari) |

|                    |           |  |
| Miccoli 80’ (rig.) | Marcatori |  |

## Statistiche

### Statistiche di squadra
Statistiche aggiornate al 22 maggio 2011.
| Competizione | Punti | In casa | In casa | In casa | In casa | In trasferta | In trasferta | In trasferta | In trasferta | Totale | Totale | Totale | Totale | Gf | Gs | DR |
| Competizione | Punti | G       | V       | N       | P       | G            | V            | N            | P            | G      | V      | N      | P      | Gf | Gs | DR |
| ------------ | ----- | ------- | ------- | ------- | ------- | ------------ | ------------ | ------------ | ------------ | ------ | ------ | ------ | ------ | -- | -- | -- |
| Serie A      | 46    | 19      | 6       | 8       | 5       | 19           | 5            | 5            | 9            | 38     | 11     | 13     | 14     | 39 | 47 | −8 |
| Coppa Italia | -     | 2       | 2       | 0       | 0       | 1            | 0            | 0            | 1            | 3      | 2      | 0      | 1      | 5  | 1  | +4 |
| Totale       | -     | 21      | 8       | 8       | 5       | 20           | 5            | 5            | 10           | 41     | 13     | 13     | 15     | 44 | 48 | −4 |

### Andamento in campionato
| Giornata  | 1 | 2 | 3 | 4 | 5 | 6 | 7 | 8 | 9 | 10 | 11 | 12 | 13 | 14 | 15 | 16 | 17 | 18 | 19 | 20 | 21 | 22 | 23 | 24 | 25 | 26 | 27 | 28 | 29 | 30 | 31 | 32 | 33 | 34 | 35 | 36 | 37 | 38 |
| --------- | - | - | - | - | - | - | - | - | - | -- | -- | -- | -- | -- | -- | -- | -- | -- | -- | -- | -- | -- | -- | -- | -- | -- | -- | -- | -- | -- | -- | -- | -- | -- | -- | -- | -- | -- |
| Luogo     | C | T | C | T | C | C | T | C | T | T  | C  | T  | C  | T  | C  | T  | C  | T  | C  | T  | C  | T  | C  | T  | T  | C  | T  | C  | C  | T  | C  | T  | C  | T  | C  | T  | C  | T  |
| Risultato | V | V | P | V | P | N | P | V | N | P  | N  | N  | V  | P  | N  | P  | N  | P  | N  | N  | N  | V  | V  | N  | P  | P  | P  | N  | P  | V  | N  | P  | V  | P  | V  | N  | P  | V  |
| Posizione | 4 | 1 | 3 | 2 | 3 | 5 | 8 | 4 | 7 | 9  | 8  | 11 | 9  | 10 | 10 | 12 | 11 | 13 | 14 | 14 | 15 | 12 | 10 | 11 | 13 | 13 | 13 | 13 | 13 | 13 | 13 | 13 | 13 | 13 | 13 | 13 | 15 | 11 |

Legenda:

Luogo: C = Casa; T = Trasferta. Risultato: V = Vittoria; N = Pareggio; P = Sconfitta.